# بسوسنس الأول
بسوسنس الأول، (بالإنجليزية: Psusennes I)‏، (باسبا خع ننو). هو ثالث ملوك الأسرة الحادية والعشرون، 1039 ق.م. – 990 ق.م. وحكم مصر من تانيس في شرق الدلتا. وقام بحماية الحدود المصرية ضد أي هجوم أجنبي. وقد بنى بسوسنس معبدا لثالوث طيبة، في تانيس، وقصورا ملكية، بالإضافة إلى مقبرته الملكية الثرية. وكان ثالوث طيبة يتكون من الرب أمون وزوجته موط وابنهم خونسو.
وقد تعرف العالم على الفرعون بسوسنس بعد اكتشاف مقبرته من قبل الفرنسي البروفيسور بيير مونتيه في سنة 1940م والتي وجدت بكامل كنوزها ولم تتعرض للنهب ، ولحجم الفضة التي عثر عليها بمقبرته سمي بالفرعون الفضي، وكان هذا الاكتشاف سيشكل حدثا هاما مثل حدث اكتشاف مقبرة توت عنخ آمون لولا أن توقيت هذا الاكتشاف كان على أعتاب الحرب العالمية الثانية فلم ينل التغطية والاهتمام كما حدث عند اكتشاف مقبرة توت عنخ آمون.

## الصفات الجسدية
بعد فحص الهيكل العظمي لبسوسنس الأول تم معرفة صفاته الجسدية منها أن طوله كان 166 سم ، وأنه كان قوي البنية ، ورأسه ضخم على جسده القصير ، وعينه اليمنى أعلى من عينه اليسرى ، وأنه توفي عن عمر 80 عاماً عندما كان معدل الأعمار في عصره هو 35 عاماً ، وقد وجد بعموده الفقري كسر عند الفقرة السابعة العليا شفي منه خلال حياته ، كما تم معرفة أنه عند وفاته كان يعاني من مرض الروماتيزم في الأنسجة الرابطة للعمود الفقري ، وكان فمه محدب نتيجة فقده لأسنان كثيرة.

## قلادة الجعران المجنح

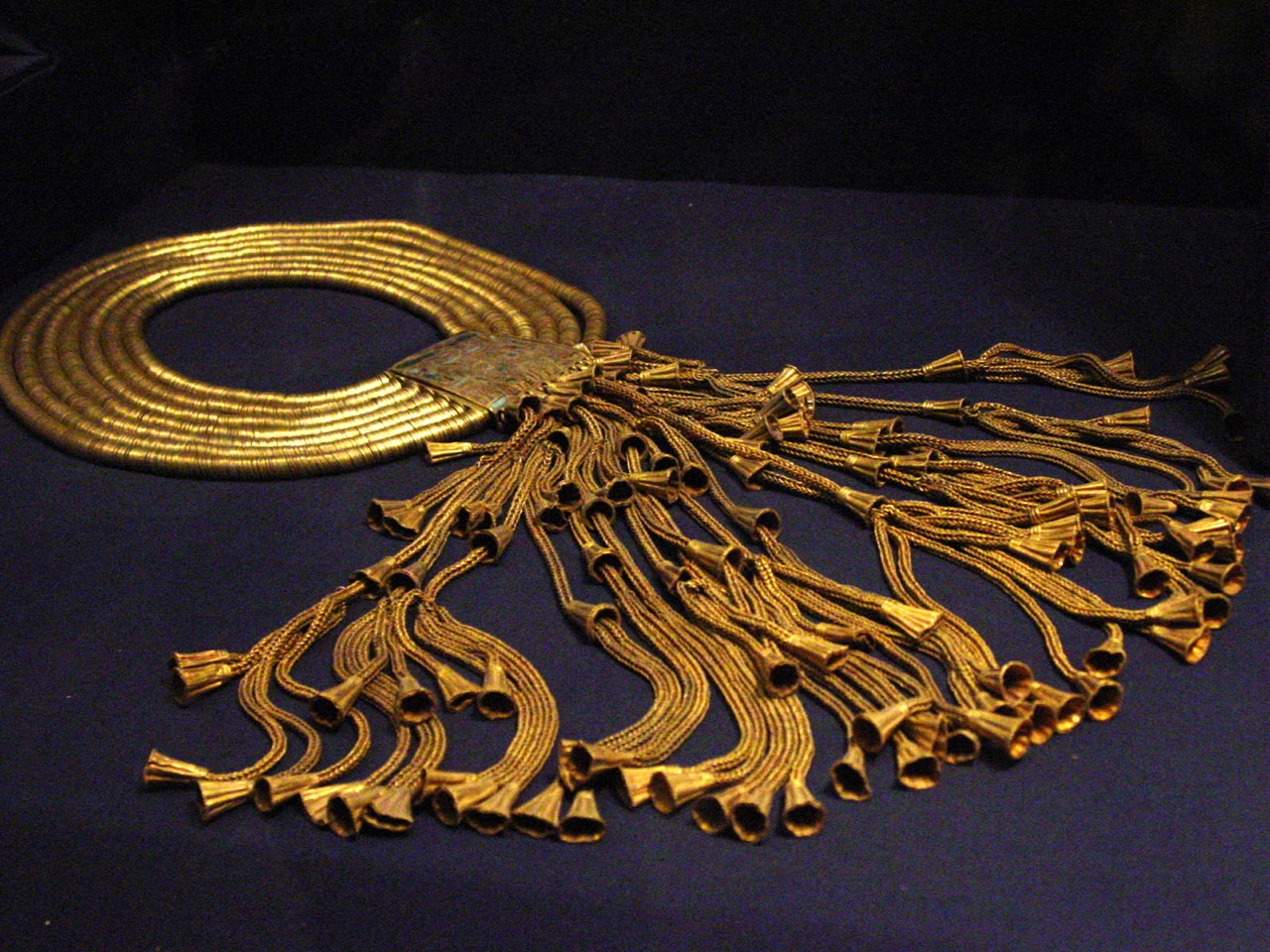
قلادة الملك بسوسنس الأول

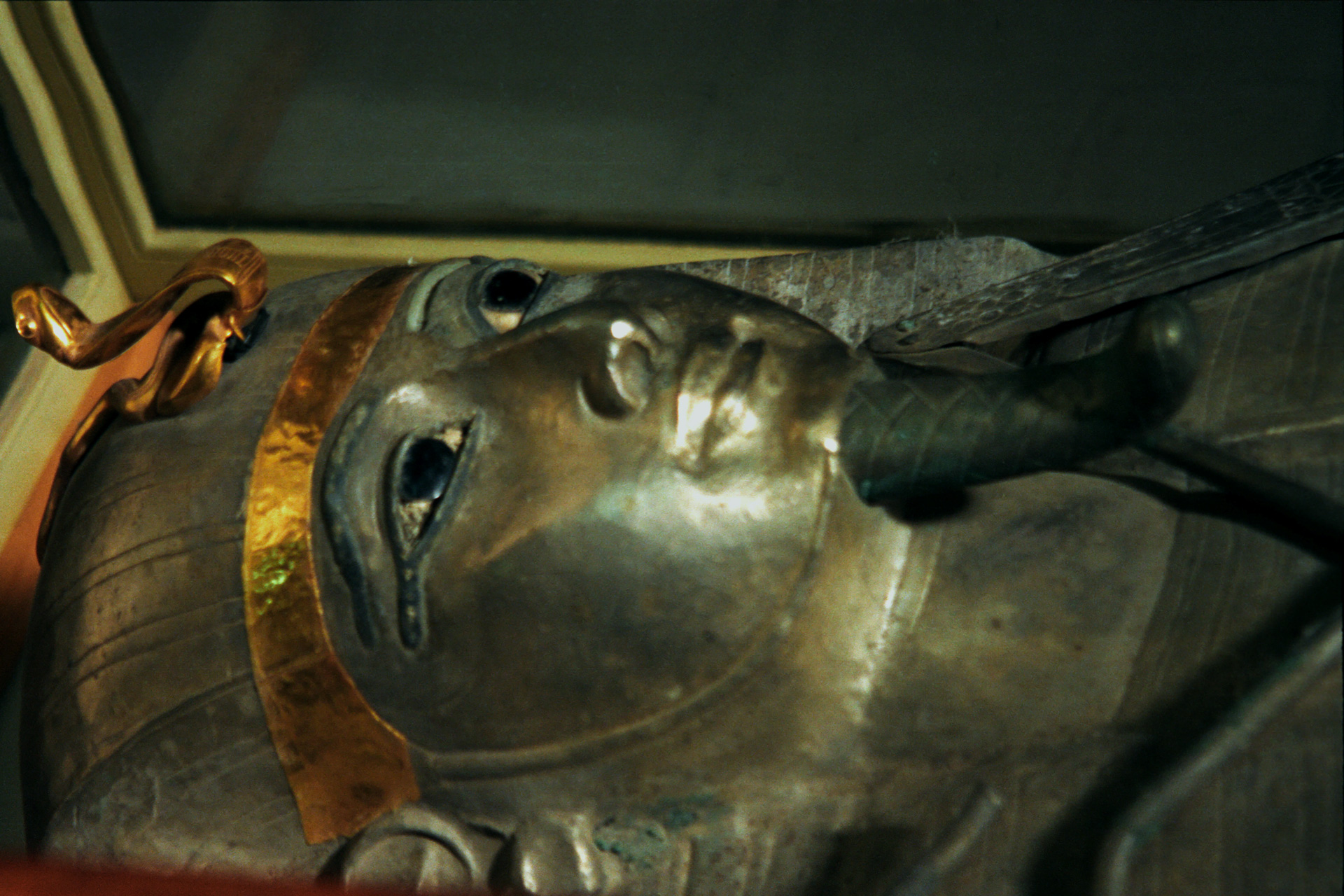
نعش الملك بسوسنس الأول بالإنسان الفضي، متحف القاهرة.

قلادة في شكل الجعران المجنح، تخص الملك بسوسنس الأول، وقد حفر عليها التعويذة رقم ثلاثين من كتاب الموتى. والتي تدعو بألا يؤخذ قلب المتوفى من صاحبه، أو يعارضه أثناء المحاكمة في الحياة الأخرى. وقد عثر على أربع من هذه الدلايات على مومياء بسوسينس الأول.
وكان العنصر الأساسي في المجموعة، جعرانا كبيرا من حجر قاتم، مركب في إطار من ذهب، وله جناحان طويلان ضيقان، يغشيهما زجاج كثير الألوان. ويقوم الجعران على "شن"، علامة القوة الكونية، مطعمة بيشب بني اللون. أما اسم بسوسينس، وهو باسباخع إن نيوت مري آمون، بمعنى النجم المتلألئ في المدينة، حبيب آمون، فمكتوب في خرطوش. وأما سلسلة القلادة وثقالتها، فمؤلفة من خرزات من ذهب، ويشب أخضر وبني، وفلسبار سماوي.
أبعاد القلادة:
- العرض : 15.5 سم
- الطول : 86 سم
- الارتفاع : 14.5 سم

## مقالات ذات صلة
- الأسرة الحادية والعشرون